# Руслан (фільм)
«Руслан» (англ. Driven to Kill) — американсько-канадський бойовик 2009 року режисера Джеффа Ф. Кінга зі Стівеном Сігалом, Майком Допудом, Ігорем Жижикіним та Робертом Вісденом у головних ролях. 19 травня 2009 року фільм вийшов на DVD у США.

## Сюжет
Стівен Сігал у ролі колишнього гангстера і бандита Руслана Драчева, який дізнається про смерть улюбленої доньки. Прибувши на місце злочину, Руслан розуміє, що відправитися на той світ їй хтось допоміг. Тепер, охоплений спрагою помсти і розплати, він готується виявити й убити винних у вбивстві його доньки.

## У головних ролях
- Стівен Сігал — Руслан Драчев
- Майк Допуд[en] — Борис
- Ігор Жіжікин — Міхаїл
- Інна Коробкіна[en] — Кетрін Голдстейн
- Зак Сантьяго[en] — детектив Лавастіч
- Євген Лазарев — бармен
- Алекс Паунович — Тоні Лінкс
- Крістал Лоу — Таня
- Лора Меннелл[en] — Лені Драчева
- Ден Пейн[en] — Сергій
- Дмитро Чеповецький — Степан